# Mikroregion Capão Bonito

Mikroregion Capão Bonito

Mikroregion Capão Bonito – mikroregion w brazylijskim stanie São Paulo należący do mezoregionu Itapetininga.

## Gminy
- Apiaí
- Barra do Chapéu
- Capão Bonito
- Guapiara
- Iporanga
- Itaoca
- Itapirapuã Paulista
- Ribeira
- Ribeirão Branco
- Ribeirão Grande